# Državna članska liga
Državna članska liga – najwyższy poziom drużynowych rozgrywek szachowych w Słowenii. Organizatorem ligi jest Šahovska zveza Slovenije. Zwycięzca ligi zostaje mistrzem kraju.

## Historia
Liga została utworzona po rozpadzie Jugosławii i ogłoszeniu niepodległości Słowenii w 1991 roku, chociaż mistrzostwa Słowenii odbywały się już wcześniej – od 1980 roku mistrzostwo Słowenii zapewniało grę w drugiej lidze Jugosławii. W pierwszym sezonie liga liczyła sześć drużyn, ponadto istniał wtedy wymóg wystawienia drużyny z 6 dowolnymi zawodnikami + 2 kobiety + 2 juniorów. W 1992 roku ligę zwiększono do ośmiu drużyn. W 1995 roku zwiększono liczebność każdej drużyny do jedenastu członków (dodatkowy junior), a dwa lata później zredukowano ją do sześciu, tworząc oddzielne rozgrywki dla kobiet i juniorów. Od 2002 roku liga odbywa się w formacie dziesięciodrużynowym.

## Medaliści
| Sezon       | 1. miejsce                     | 2. miejsce                     | 3. miejsce                     | Źródło |
| ----------- | ------------------------------ | ------------------------------ | ------------------------------ | ------ |
| 1991 – 1995 | brak danych                    | brak danych                    | brak danych                    | [ 2 ]  |
| 1996        | ŽŠD Maribor ŠK Piramida        | Ljubljanski ŠK                 | ŠD Nova Gorica                 | [ 3 ]  |
| 1997        | ŠK Triglav Krško               | Ljubljanski ŠK                 | ŠK Inntal Kovinar Maribor      | [ 4 ]  |
| 1998        | ŽŠD Maribor ŠK Piramida        | Ljubljanski ŠK                 | ŠK Triglav Krško               | [ 5 ]  |
| 1999        | ŽŠK Maribor ŠK Piramida        | ŠK Triglav Krško               | ŠD Ptuj                        | [ 6 ]  |
| 2000        | ŠK Nova KBM Kovinar Maribor    | ŽŠD Maribor ŠK Piramida        | ŠD Ptuj                        | [ 7 ]  |
| 2001        | ŽŠD Maribor ŠK Piramida        | ŠK Nova KBM Kovinar Maribor    | ŠK ZM Branik Maribor           | [ 8 ]  |
| 2002        | ŠK Nova KBM Kovinar Maribor    | ŽŠD Maribor ŠK Piramida        | LŠK Metalka trgovina Ljubljana | [ 9 ]  |
| 2003        | LŠK Metalka trgovina Ljubljana | ŽŠK Maribor LANCom             | ŠK Triglav Krško               | [ 10 ] |
| 2004        | LŠK Metalka trgovina Ljubljana | ŽŠK Maribor LANCom             | ŠK Triglav Krško               | [ 11 ] |
| 2005        | ŽŠK Maribor LANCom             |                                |                                | [ 2 ]  |
| 2006        | ŽŠK Maribor LANCom             | ŠK ZM Branik Maribor           | ŠD Ptuj – Veplas Velenje       | [ 12 ] |
| 2007        | ŠD Ptuj – Veplas Velenje       | LŠK Metalka trgovina Ljubljana | ŠK Triglav Krško               | [ 13 ] |
| 2008        | ŠD Tehcenter Ptuj              | ŽŠK Maribor LANCom             | ŠK ZM Branik Maribor           | [ 14 ] |
| 2009        | ŽŠK Maribor                    | ŠD Tehcenter Ptuj              | ŠK Branik ZM Maribor           | [ 15 ] |
| 2010        | ŽŠK Maribor                    | ŠD Tehcenter Ptuj              | ŠD Radenska Pomgrad            | [ 16 ] |
| 2011        | ŽŠK Maribor                    | ŠD Tehcenter Ptuj              | ŠD Vrhnika                     | [ 17 ] |
| 2012        | ŽŠK Maribor                    | ŠD Tehcenter Ptuj              | ŠD dr. Milan Vidmar Lublana    | [ 18 ] |
| 2013        | ŽŠK Maribor                    | ŠD Radenska Pomgrad            | ŠK Branik Maribor              | [ 19 ] |
| 2014        | ŽŠK Maribor                    | ŠD Vrhnika                     | ŠD Radenska Pomgrad            | [ 20 ] |
| 2015        | ŽŠK Maribor                    | ŠD Vrhnika                     | ŠD Radenska Pomgrad            | [ 21 ] |
| 2016        | ŽŠK Maribor                    | ŠD Krka Novo mesto             | ŠD Ptuj                        | [ 22 ] |
| 2017        | ŠK Ljubljana Duol              | ŽŠK Maribor                    | ŠK Impol Slovenska Bistrica    | [ 23 ] |
| 2018        | ŽŠK Maribor                    | ŠK Ljubljana                   | ŠK Branik Maribor              | [ 24 ] |
| 2019        | ŠK Ljubljana                   | ŠD Radenska Pomgrad            | ŽŠK Maribor                    | [ 25 ] |
| 2020        | ŽŠK Maribor Poligram           | ŠD Pomgrad                     | ŠK Žalec                       | [ 26 ] |
| 2021        | Tajfun – ŠK Ljubljana          | ŽŠK Maribor Poligram           | ŠD Ptuj                        | [ 27 ] |
| 2022        | ŽŠK Maribor Poligram           | Tajfun – ŠK Ljubljana          | ŠD Ptuj                        | [ 28 ] |
| 2023        | Tajfun – ŠK Ljubljana          | ŽŠK Maribor Poligram           | ŠD Ptuj                        | [ 29 ] |
| 2024        | ŽŠK Maribor Poligram           | Tajfun – ŠK Ljubljana          | Celjski ŠK                     | [ 30 ] |